# 霍埃河
霍埃河（俄语：Река Хоэ）是萨哈林州萨哈林岛亚历山德罗夫斯克区的河流，源起卡梅绍维山脉，长33公里，流域面积231平方公里，注入鞑靼海峡。